# ألفريد ريني
ألفريد ريني (بالمجرية: Rényi Alfréd) (20 مارس 1921-1 فبراير 1970) هو عالم رياضيات هنغاري.
الفريد كان قد ولد في بودابست من ارثر ريني و باربرا اليكسندر,أبوه كان يعمل مهندس ميكانيكي بينما كانت أمه بنت ل فيلسوف و ناقد أدبي هو بيرنات ألكسندر .الفريد منع من التسجيل في الجامعة عام 1939 لكنه سجل في جامعة بودابست وأنهى دراسته عام 1944. تزوج من كايتلن سكولوف وانجب ابنة.
وقد مات ألفريد ريني في عام 1970 .

## مؤلفاته
- A. Rényi: Dialogues on Mathematics, Holden-Day, 1967.
- A. Rényi: A diary on information theory, Akadémiai Kiadó
- A. Rényi, Foundations of Probability, Holden-Day, Inc., San Francisco, 1970, xvi + 366 pp
- A. Rényi, Probability Theory. American Elsevier Publishing Company, New York, 1970, 666 pp.
- A. Rényi, Letters on Probability", Wayne State University Press, Detroit, 1972, 86pp.

## وصلات خارجية
1. 1 2 3 4 5 6 7  تاريخ ماكتوتور لأرشيف الرياضيات، QID:Q547473
2. ↑  ألفريد ريني في شجرة علماء الرياضيات